# Oggettiva irreale
L'oggettiva irreale è una delle quattro grandi tipologie di sguardo impiegate dal cinema e definite da Casetti e Di Chio.

## Caratteristiche
Si ha un'oggettiva irreale quando l'immagine "mostra una porzione di realtà in modo anomalo o apparentemente ingiustificato, segno di un'intenzionalità comunicativa che va esplicitamente oltre la semplice raffigurazione". Ciò avviene quando la macchina da presa è collocata in posizioni inaccessibili per i personaggi (come nelle inquadrature dall'alto o plongée) oppure nel caso di movimenti di macchina particolarmente accentuati, che quindi alterano sensibilmente la nostra visuale e il modo di interpretare le cose.

## Effetto
A differenza di quanto accade nella normale oggettiva, nell'oggettiva irreale la presenza e il ruolo dell'istanza narrante emergono in modo marcato, poiché quest'ultima evidenzia la propria autonomia rispetto ai personaggi e, tramite la macchina da presa, esplora il mondo rappresentato mostrandone gli aspetti nascosti o presentandocelo da angolazioni inedite. Nel contempo viene enfatizzata la partecipazione attiva dello spettatore, chiamato ad indagare liberamente e consapevolmente l'immagine e il testo filmico. Si può quindi dire che i due poli dell'istanza comunicativa, Emittente e Ricettore (e i loro corrispettivi all'interno del testo, ossia Autore e Spettatore implicito) tendono a manifestarsi esplicitamente nell'oggettiva irreale, rispettivamente attraverso il "potere" attribuito alla macchina da presa da un lato e nell'importanza assegnata allo spettatore, in quanto interprete, dall'altro.
Se nell'oggettiva lo spettatore era portato a 'dimenticare' la presenza della macchina da presa, nel caso dell'oggettiva irreale il suo sguardo tende invece a convergere e a identificarsi potentemente con essa: ciò produce, secondo Casetti e Di Chio, un vedere "totale" (derivante dal senso di 'onnipotenza' conferita alla macchina da presa); un sapere "metadiscorsivo", in quanto non più legato semplicemente al contenuto dell'immagine, bensì al modo in cui tale contenuto ci viene mostrato: l'immagine non basta più a se stessa, è la macchina da presa a caricare il mondo rappresentato di un surplus di senso. Infine, si parla di un credere "assoluto" in quanto imposto dall'incondizionata adesione e dal riconoscimento del potere attribuito alla cinepresa. "Il carrello finale di Quarto Potere è un chiaro esempio di oggettiva irreale: la macchina da presa percorre il salone della reggia di Xanadu, [...] quasi cercasse qualcosa, e lentamente stringe su un oggetto di legno, che si rivela essere uno slittino, e sulla scritta dipintavi [...]. Il punto di vista ottico, la plongée con movimento di traverso, richiama fortemente l'attenzione sulla dimensione connotativa dell'immagine, e spinge lo spettatore a una marcata identificazione con la macchina da presa.. Un altro esempio celebre è fornito da Giovane e innocente (1937) di Alfred Hitchcock: in una delle sequenze conclusive del film, i protagonisti entrano in hotel sulle tracce dell'assassino. Mentre si guardano intorno, chiedendosi dove possa essere, la macchina da presa si stacca da loro intraprendendo un lungo ed elaborato carrello dall'alto, attraversa l'atrio e penetra nel salone dove sono in corso le danze. Progressivamente la macchina si focalizza sull'orchestra che sta suonando, fino ad inquadrare solo il volto del batterista: a questo punto cogliamo il tic rivelatore agli occhi che ci fa riconoscere il colpevole, coloratosi di nero per sottrarsi alla ricerca. Tale complesso movimento di macchina afferma il dominio dell'istanza narrante, capace di elevarsi e cogliere ciò che i personaggi ignorano, generando in tal modo aspettative e suspense nel pubblico.